# Dasybasis milsoni
Dasybasis milsoni är en tvåvingeart som först beskrevs av Taylor 1917.  Dasybasis milsoni ingår i släktet Dasybasis och familjen bromsar. Inga underarter finns listade i Catalogue of Life.